# Кобринський повіт (1921—1940)

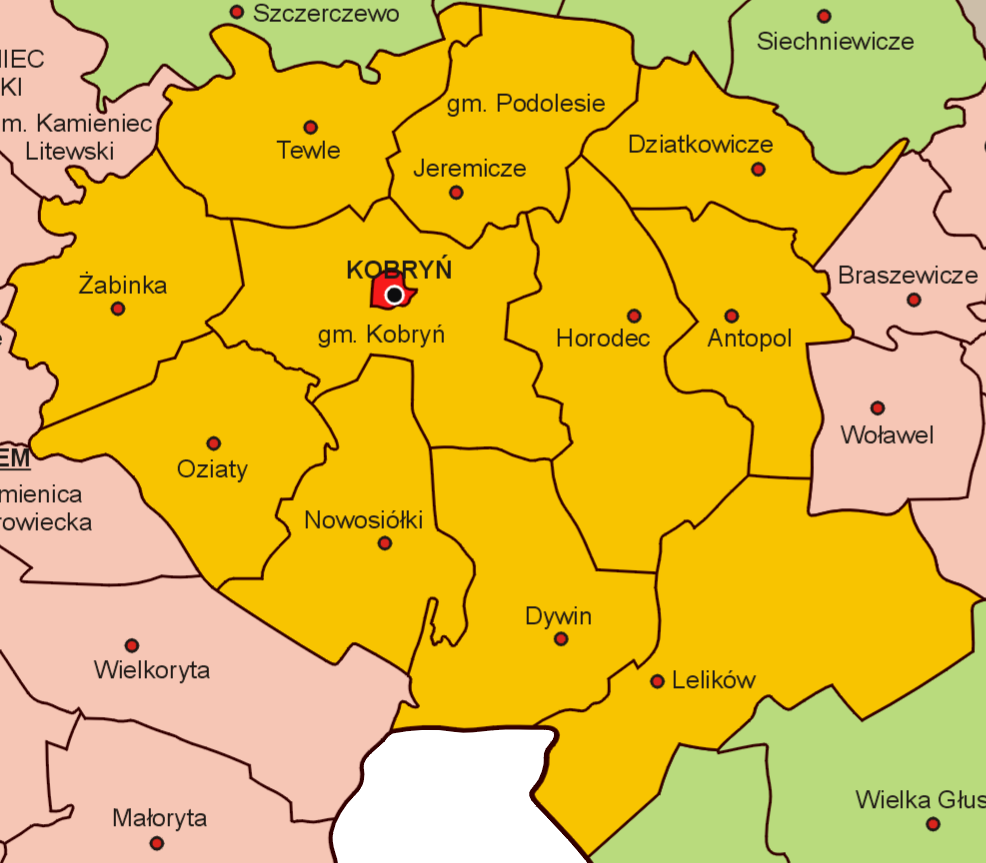
Кобринський повіт

Кобринський повіт Поліського воєводства (пол. Powiat kobryński) — адміністративно-територіальна одиниця спершу в складі Поліського воєводства II Речі Посполитої, наприкінці — СРСР (Білоруська РСР). Знаходився на півночі української етнічної території.

## Історія
Утворений 1 березня 1921 року з решти території колишнього Кобринського повіту після вилучення гмін Іменин, Воловце, Хомськ, Дорогичин, Брашевіче, Осовце, Одрижин, Вороцевіче, Янув, Мотоль, Дружиловіче, і Бердзєж до новоутвореного Дрогичинського повіту. Повітове місто — Кобринь. На момент утворення складався з 18 сільських гмін.
У 1931 році загальна площа повіту — 3545 км², населення — 114.000 осіб. У склад повіту входило 15 сільських гмін, 1 місто і 2 містечка.

## Зміни адміністративного поділу
1 жовтня 1922 р. вилучено державний маєток Тороканє з ґміни Імєнін Дорогичинського повіту і включено до ґміни Антополь Кобринського повіту.
1 січня 1923 р. вилучено село Підбульково з ґміни Рогозьна Кобринського повіту і включено до ґміни Косичі Берестейського повіту.
15 грудня 1926 р. вилучено ґміну Лєлікув з Каширського повіту і включено до Кобринського.
1 січня 1926 р. приєднано ґміну Матяси, вилучену з Пружанського повіту і село Вєлюнь вилучено зі ґміни Збироги Кобринського повіту і включено до ґміни Косичі Берестейського повіту.
Розпорядженням Ради Міністрів 19 березня 1928 р.:
- ліквідовано ґміну Мокрани, а її територія включена до ґміни Вєлькорита Берестейського повіту за винятком сіл Осова і Ляховці, включених до ґміни Малорита того ж повіту
- із ґміни Збироги вилучені поселення — села: Буяки, Харитони, Готовичі, Карабани, Лідими, Максими, Очки, Смоляни, Сичі, Вітошки, Волоски, Залісся, Забережжя і Збироги, фільварки: Буяки, Поплави і Смолин, селище Смолин-Янівський та колонія Макаси і включено їх до ґміни Косичі Берестейського повіту
- із ґміни Лєлікув вилучені села: Почапи, Вілька Щитинська, Залухів та включені до ґміни Вєлька Глуша Каширського повіту
- з ґміни Вєлькорита Берестейського повіту вилучені поселення — села: Черняни, Гута Шкляна, Малинівка та колонії: Черняни, Новий Двір, Старий Двір і включено їх до ґміни Новосюлкі Кобринського повіту.

Розпорядженням Міністра внутрішніх справ Польщі 23 березня 1928 р. ліквідовано ґміни: Антополь, Ілоськ, Матяси, Пруска, Рогозьна, Сехновичі, Стригове, Збироги і Зелово, натомість утворено ґміни Кобринь, Тевли, Жабинка, Дятьковичі та переформатовано склад решти ґмін.
1 жовтня 1933 р. розширено територію міста Кобринь шляхом вилучення з сільської ґміни Кобринь і передачі частини земель з маєтків Губернія Клопотин, Троя і Губернія II загальною площею 294,5 га.

## Населення
Антиукраїнська політика окупаційної польської влади знайшла продовження при проведенні перепису, коли українців рахували «тутешніми», поляками або білорусами. Станом на 1931 рік за урядовими публікаціями населення повіту становило 113 972 осіб (55,1 % «тутешніх», 8,8 % поляків, 4,6% білорусів, 9,2% євреїв і лише 19,2% українців. 
Українська «Просвіта на Поліссі» мала свої гуртки в 44 селах Кобринського повіту.

### Гміни
- Антополь
- Блоти (до 1928)
- Дивин
- Дятьковичі (від 1928)
- Городець
- Жабинка (від 1928)
- Збироги (до 1928)
- Зелово (до 1928)
- Ілоськ (до 1928)
- Кобринь (від 1928)
- Леліков (від 1926)
- Матяси (1926—1928)
- Мокрани (до 1928)
- Новоселки
- Озіати
- Подолісся (подальший осідок: Єремичі)
- Пруска (до 1928)
- Рогозьна (до 1928)
- Сехновичі (до 1928)
- Стригове (до 1928)
- Тевли (від 1928)

### Міста
- Антополь
- Дивин
- Кобринь

## У складі СРСР
Після радянської анексії попри переважно українське населення повіту територія включена до БРСР, а 4 грудня 1939 р. — до новоутвореної Берестейської області, хоча в ході випрямлення кордону УРСР з БРСР 27.11.1939 окремі населені пункти Кобринського повіту потрапили до УРСР — включені до Каширського повіту. 15 січня 1940 р. повіт ліквідований через утворення Кобринського району. Під час німецької окупації територія була включена до Кобринського ґебіту Генеральної округи Волинь-Поділля, тобто німці визнавали цю землю українською етнічною територією.